# Государственный коммерческий банк Российской империи

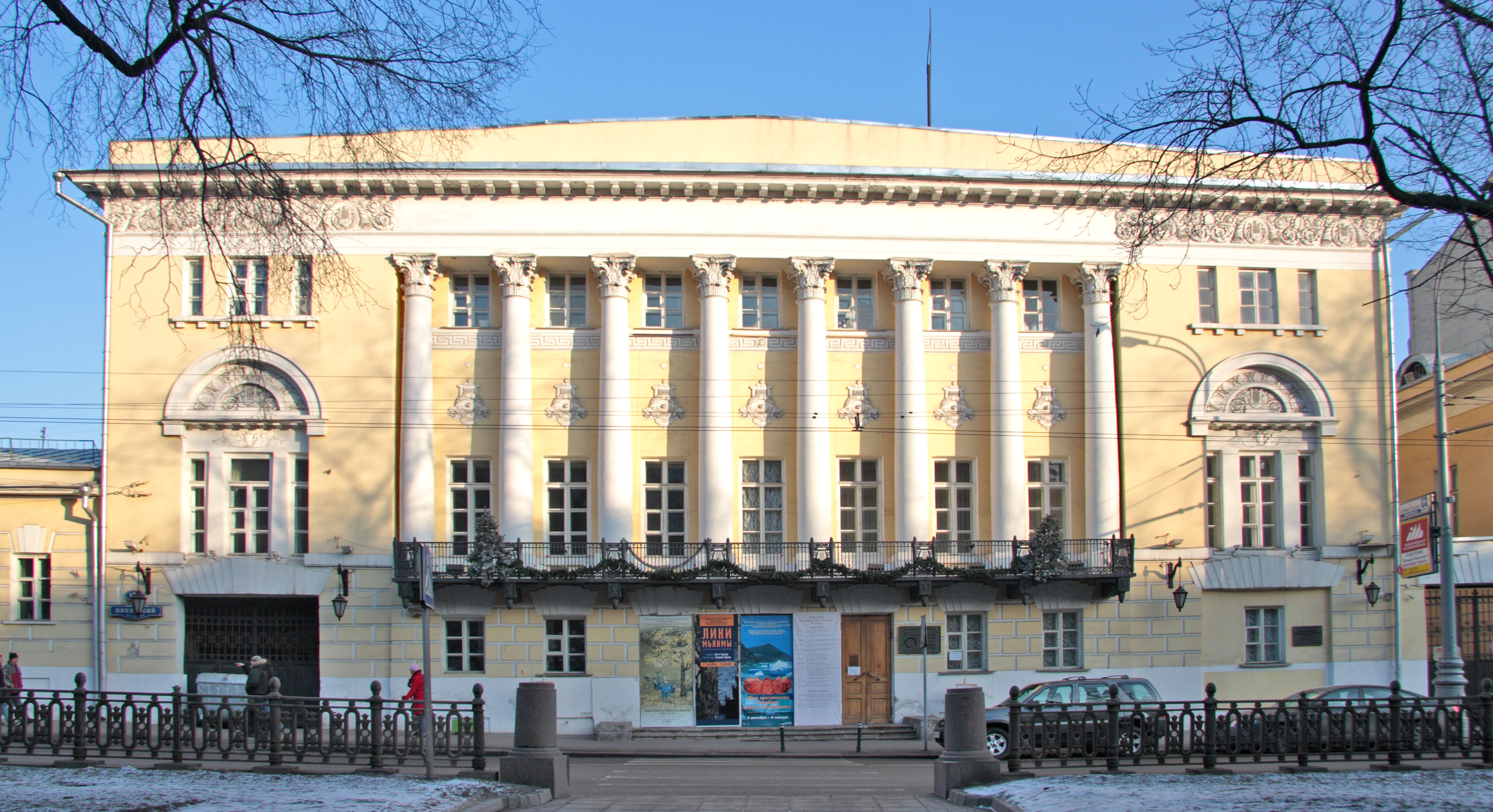
Здание Московской конторы Государственного коммерческого банка на Никитском бульваре

Государственный коммерческий банк — государственный банк, открытый 1 января 1818 года согласно статье V высочайшего манифеста от 7 мая 1817 года. Устав банка, утверждённый Александром I, был издан одновременно с этим манифестом. Реорганизован в 1860 году в Государственный банк Российской империи.

## История
В 1817 году в России было положено начало новой банковской реформы, в ходе которой на базе учётных контор при Ассигнационном банке был создан новый Государственный коммерческий банк. При его организации также был создан Совет государственных кредитных установлений, началась подготовка реорганизации Государственного заёмного банка. Основной целью проводимой банковской реформы было способствование укреплению частных кредитов, что, в свою очередь, могло бы способствовать развитию земледелия, промышленности, торговли.
Перед учреждением банка в Государственный совет министром финансов Д. А. Гурьевым был представлен доклад императору, в котором были изложены основные направления деятельности будущего банка. Предполагалось, что банк будет осуществлять следующие операции: хранение вкладов в слитках золота, серебра и в иностранной валюте; трансферты денежных вкладов по примеру Гамбургского и Амстердамского жиро-банков (операции в виде безналичного расчёта); приём вкладов с начислением по ним процентов; учёт векселей; ссуды под товары.
В манифесте об учреждении Государственного коммерческого банка говорилось:

Желая открыть купечеству вящие способы к облегчению и расширению коммерческих оборотов, признали Мы за благо вместо существующих ныне учетных контор, коих действие по маловажности их капиталов и разным неудобствам, в образовании их замеченным, не приносит торговле ощутимой пользы, учредить Государственный коммерческий банк.

Банк начал свою работу с клиентами 2 января 1818 года. Уже 7 января 1818 года второе отделение банка, занимающееся расчётами по векселям, приняло к учёту первое письменное долговое обязательство от петербургского купца Михаила Солодовникова на 5 тысяч рублей.
На следующий год после начала работы, в 1818 году, была учреждена Московская контора Государственного коммерческого банка. За 42 года работы банка было открыто 12 его контор, 3 из которых были временными. В 1819 году были подписаны Указы о создании контор в Архангельске и Одессе, в 1820 году — в Риге и Нижнем Новгороде (временная), в 1821 году — в Астрахани. В 1839 году была учреждена Киевская контора, в 1841 году — Рыбинская (временная), в 1843 году — Харьковская, в 1846 году — Екатеринбургская и Ирбитская (временная). В 1852 году была открыта последняя контора Государственного коммерческого банка — в Полтаве.
Размер вексельных ссуд строго регламентировался в зависимости от гильдии купца: для купцов 1-й гильдии он составлял 60 тысяч рублей, второй - 30 тысяч, купец третьей гильдии мог рассчитывать только на 7 тысяч 500 руб.
В конце 1850-х годов экономическая ситуация в Российской империи изменилась. Снижение процента по вкладам привело к оттоку вкладов из казённых банков, что стало началом конца дореформенной банковской системы. Правительство, которое уже было не в состоянии вернуть деньги вкладчиков, взятые в качестве беспроцентных ссуд у банков, приняло решение о консолидации вкладов, которые были объявлены государственным долгом. После чего вновь были снижены проценты по вкладам, ликвидированы государственные ипотечные банки и проведена реорганизация Государственного коммерческого банка. Указом Александра II от 31 мая 1860 года Государственный коммерческий банк был реорганизован в Государственный банк Российской империи.

## Структура банка
Структура Государственного коммерческого банка состояла из правления и отделений. Правление банка состояло из управляющего, четырёх директоров от правительства и четырёх директоров, избираемых от купечества. В функции правления банка входило руководство и осуществление надзора за всеми операциями, которые проводились в отделениях.
Управляющий Государственным коммерческим банком назначался императором по представлению министра финансов. По уставу банка управляющий являлся председателем правления банка. В его обязанности входили контроль работы служащих всех отделений и исполнения ими должностных обязанностей, он определял сроки выполнения заданий, переводил служащих из одного отдела в другой.
Директора банка от правительства, а также правитель канцелярии также назначались министром финансов и утверждались в должности императором. Министр финансов назначал бухгалтеров, контролеров, кассиров и их помощников, архивариусов, экзекуторов, маклеров. Остальные, более низшие служащие, в том числе и счётчики, принимались на службу самим правлением банка.
Директора от купечества избирались сроком на 4 года обществом первых двух гильдий из первостатейных купцов, торгующих при Санкт-Петербургском и Кронштадтском портах.
При правлении банка также числились правитель канцелярии, два письмоводителя, архивариус и экзекутор. Канцелярия напрямую подчинялась управляющему банком.
В Государственном коммерческом банке было 4 отделения.
- Первое отделение занималось приёмом и выдачей вкладов, приёмом вкладов для трансферта и для приращения из процентов. В нём велись бухгалтерские и контрольные (контролёрские) книги по вкладам.
- Второе отделение занималось предоставлением ссуд под векселя. Оно вело дела по протесту просроченных векселей, в том числе и по взысканиям по ним.
- Третье отделение занималось выдачей ссуд под товары. Также оно осуществляло продажу товаров при просрочке ссуды или неполном её возврате и другие операции, связанные со ссудами.
- Четвёртое отделение осуществляло приём, хранение и выдачу разного рода сумм. В отделении было три кассы: одна для хранения вкладов, другая для их ежедневного приёма и третья — для ежедневной выдачи денег.

### Правление банка
- Управляющий Государственным коммерческим банком — Рибопьер Александр Иванович
- Директора банка:

1. Гроздов (член Санкт-Петербургской учётной конторы по товарам)
2. Фурман (директор Феодосийской учётной конторы)
3. Михаил Владимирович Грушецкий (находящийся в Департаменте Государственных имуществ для исправления разных поручений)
4. Тимофеев Александр Ульянович (директор Московского отделения Ассигнационного банка)

- Директора от купечества: Андрей Северин, Христиан Таль, Гавриил Москвин и Хлопонин.

В случае болезни управляющего банком А. И. Рибопьера назначался его заменять М. В. Грушецкий.